# Буребиста
Буреби́ста — царь Дакии, с 82 года по 44 год до нашей эры.
Убит во время народного восстания (мятежа).

## Объединение гето-дакских племен
В первой половине I века до н. э. гето-даки достигли высокого уровня развития. Состоялся переход к новому типу хозяйства, основанного на торговле. Крепкие связи с греческими этносами способствовали объединению племен. Другой основной причиной стала угроза завоевания. С запада и северо-запада усилились кельты. На востоке скифы, бастарны, сарматы оказывали давление на территории гетов. Но наиболее опасными становились римляне, которые после завоевания Греции и Македонии вплотную подошли к дако-гетским территориям. Все эти факторы, внутренние и внешние, способствовали объединению гето-дакских племен, под руководством Буребисты. Его правой рукой в управлении государством стал первосвященник Декеней.
Страбон (VII.3.11) сообщает о судьбе Буребисты:

«Буребиста, гет, достиг верховной власти над своим племенем. Ему удалось возродить свой народ, изнуренный длительными войнами, и возвысить его путём физических упражнений, воздержания и повиновения его приказам настолько, что за несколько лет он основал великую державу и подчинил гетам большую часть соседних племен. Он стал внушать страх даже римлянам, так как безбоязненно переходил Истр, разоряя Фракию вплоть до Македонии и Иллирии; опустошил также страну кельтов, смешавшихся с фракийцами и иллирийцами, а бойев, бывших под властью Критасира, и таврисков совершенно уничтожил. Чтобы удержать племя в повиновении, он обратился за помощью к колдуну Декенею, который странствовал по Египту и научился узнавать некоторые предзнаменования, по которым объявлял волю богов. Вскоре его провозгласили богом, как я уже упомянул, говоря о Залмоксисе».

## Государство Буребисты

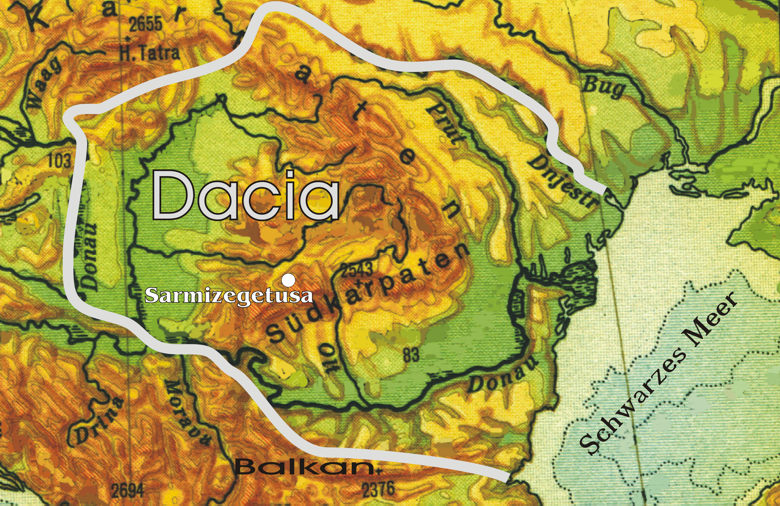
Государство даков во время правления Буребисты, 82 год до н. э.

Основное ядро нового государства располагалось на юге нынешней Трансильвании в районе Орэштийских гор, хорошо защищённом естественными преградами. Здесь также находились значительные запасы минеральных ресурсов. Ядро государства было значительно укреплено.
Начиная с Орэштийских гор, власть Буребисты распространилась на все земли, занятые гето-даками. На востоке территория распространялась до реки Буг. На юге Буребиста, согласно Страбону, устраивал набеги до самых границ римской провинции Македония, на северо-западе успешно воевал с кельтами и даже с племенем бойев, жившим на территории нынешней Чехии. Страбон же сообщает, что верховным жрецом, предсказателем и главным советником царя был некто Декеней, которого почитали, как бога; он заставил даков вырубить виноградные лозы и «жить без вина».

## Конец правления Буребисты
Согласно Страбону, Буребиста был убит во время мятежа. Его, скорее всего, организовали аристократы, недовольные проводимой Буребистой политикой укрепления централизованной власти. Но нельзя исключать и версию организации убийства Римом. После смерти Буребисты государство распалось на 4 части.
Историческое значение периода правления Буребисты велико. Он сумел создать первое объединённое государство гето-даков, которое распространилось на всей территории обитания этих племен. Однако созданный им племенной союз оказался недолговечным и не перерос в полноценное и устойчивое государственное образование. Более века спустя после смерти Буребисты его дело объединения страны и создания дакского государства продолжил Децебал, однако конечным результатом его деятельности стало военное поражение и превращение Дакии в римскую провинцию Дакия.

## Наследие

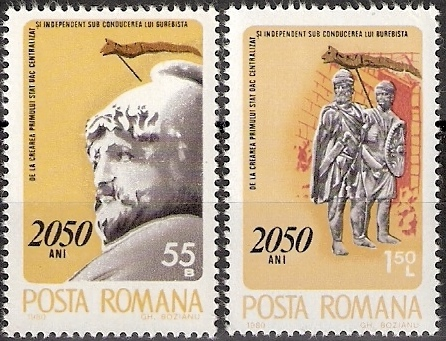
Марка Социалистической Республики Румыния, 1980 года с надписью «2050 лет со дня создания первого централизованного и независимого дакского государства под руководством Буребисты».

Есть только три первоисточника, упоминающих Буребисту: Страбон, Иордан и мраморная доска с надписью, найденная в Балчике, Болгария (сейчас экспонируется в Национальном историческом музее в Софии), где упоминается Акорнион.
В Румынии, начиная с 1970-х годов, коммунистический диктатор Николае Чаушеску использовал древнюю историю, рассматривая через фильтр националистической и довольно противоречивой интерпретации, известной как протохронизм, для оправдания своего правления. Например, Буребиста, который был великим завоевателем, считался просто объединителем дакийских племен.
В рамках этой тенденции в 1980 году румынское правительство провозгласило 2050-летие появления «единого и централизованного» дакского государства в Буребисте, сравнив его с Румынией Чаушеску и заявив о продолжении существования страны от Буребисты до Чаушеску.
Эта годовщина побудила прессу указать на некоторое «сходство» между Буребистой и Чаушеску, причём даже профессиональные историки, такие как Йон Хорациу Кришан, заметили, что превознесение Буребисты очень похоже на то, что партийные активисты использовали в отношении Чаушеску.
В 1980 году в Румынии был снят фильм о жизни Буребисты.